# Морган (округ, Миссури)
Округ Морган (англ. Morgan County) — округ штата Миссури, США. Население округа на 2009 год составляло 20 527 человек. Административный центр округа — город Версейлс.

## История
Округ Морган основан в 1833 году.

## География
Округ занимает площадь 1548.8 км2.

## Демография
Согласно оценке Бюро переписи населения США, в округе Морган в 2009 году проживало 20 527 человек. Плотность населения составляла 13.3 человек на квадратный километр.